# Siegmund Huber
Siegmund Huber (* 22. November 1924; † nach 1952) war ein österreichischer Radrennfahrer und nationaler Meister im Radsport.

## Sportliche Laufbahn
Huber startete bei den Olympischen Sommerspielen 1948 in London. Im olympischen Straßenrennen schied er beim Sieg von José Beyaert aus. Die österreichische Mannschaft kam nicht in die Mannschaftswertung. Mehrfach gelangen ihm bei den nationalen Meisterschaften im Straßenrennen und bei kleineren Etappenrennen in Österreich in den Jahren von 1946 bis 1952 Podiumsplätze. Er startete für den Verein Innsbrucker Schwalben.